# 15e étape du Tour de France 1995
Pour un article plus général, voir Tour de France 1995.
La 15e étape du Tour de France 1995 a eu lieu le 18 juillet 1995 entre la ville de Saint-Girons et celle de Cauterets sur une distance de 206 km. Elle a été remportée par le Français Richard Virenque (Festina-Lotus). Il l'emporte seul en échappée et devance l'Italien Claudio Chiappucci (Carrera Jeans) d'une minute et 17 secondes et le Colombien Hernán Buenahora (Kelme-Sureña-Avianca) qui termine une seconde plus tard. Arrivé dans un groupe avec un peu plus de deux minutes et trente secondes de retard sur le vainqueur du jour, l'Espagnol Miguel Indurain (Banesto), conserve le maillot jaune de leader au terme de l'étape.
L'étape est marquée par la chute et le décès dans la descente du col de Portet-d'Aspet de l'Italien Fabio Casartelli.

## Profil et parcours
Le départ de cette étape de montagne majeure est donné à Saint-Girons (Ariège) en direction de la vallée de la Bellongue (RD 618) pour y disputer le premier sprint à Orgibet et rejoindre la Haute-Garonne où se trouve le col de Portet-d'Aspet dès le km 26,5, première difficulté du jour, suivi du col de Menté, près de la station du Mourtis. Après avoir traversé la vallée de la Garonne, l'ascension du col de Peyresourde annonce le passage dans le département des Hautes-Pyrénées et le ravitaillement à Loudenvielle en direction du col d'Aspin puis, trente kilomètres plus loin, le passage au mythique col du Tourmalet (hors catégorie), puis passage à Barèges et Luz-Saint-Sauveur, le second sprint à Soulom avant d'envisager l'arrivée à Cauterets à la crête du Lys (1re catégorie).

## Accident tragique
Fabio Casartelli, champion olympique (Barcelone 1992), chute lourdement au kilomètre 34 avec d'autres coureurs, dans la descente du col de Portet-d'Aspet. Sa tête heurte violemment un plot en béton qui borde la route. Héliporté par la gendarmerie vers le centre hospitalier de Tarbes, il souffre de graves traumatismes faciaux et est victime de trois arrêts cardiaques durant son transfert. Il meurt à la suite de ses blessures.

## Classement de l'étape
| \| Classement de l'étape \| Classement de l'étape \| Classement de l'étape \| Classement de l'étape \| Classement de l'étape \| \| Coureur \| Coureur \| Pays \| Équipe \| Temps \| \| --------------------- \| --------------------- \| --------------------- \| --------------------- \| --------------------- \| \| 1er \| Richard Virenque \| France \| Festina-Lotus \| 6 h 20 min 48 s \| \| 2e \| Claudio Chiappucci \| Italie \| Carrera Jeans-Tassoni \| + 1 min 17 s \| \| 3e \| Hernán Buenahora \| Colombie \| Kelme-Sureña-Avianca \| + 1 min 18 s \| \| 4e \| Fernando Escartín \| Espagne \| Mapei-GB-Latexco \| + 1 min 20 s \| \| 5e \| Bjarne Riis \| Danemark \| Gewiss-Ballan \| + 2 min 29 s \| \| 6e \| Miguel Indurain \| Espagne \| Banesto \| + 2 min 34 s \| \| 7e \| Alex Zülle \| Suisse \| ONCE \| + 2 min 34 s \| \| 8e \| Laurent Madouas \| France \| Castorama \| + 2 min 34 s \| \| 9e \| Ivan Gotti \| Italie \| Gewiss-Ballan \| + 3 min 25 s \| \| 10e \| Laurent Jalabert \| France \| ONCE \| + 4 min 32 s \| |                    |          |                       |                 |
| |                    |          |                       |                 |
| |                    |          |                       |                 |
| Classement de l'étape |                    |          |                       |                 |
| Coureur | Coureur            | Pays     | Équipe                | Temps           |
| 1er | Richard Virenque   | France   | Festina-Lotus         | 6 h 20 min 48 s |
| 2e | Claudio Chiappucci | Italie   | Carrera Jeans-Tassoni | + 1 min 17 s    |
| 3e | Hernán Buenahora   | Colombie | Kelme-Sureña-Avianca  | + 1 min 18 s    |
| 4e | Fernando Escartín  | Espagne  | Mapei-GB-Latexco      | + 1 min 20 s    |
| 5e | Bjarne Riis        | Danemark | Gewiss-Ballan         | + 2 min 29 s    |
| 6e | Miguel Indurain    | Espagne  | Banesto               | + 2 min 34 s    |
| 7e | Alex Zülle         | Suisse   | ONCE                  | + 2 min 34 s    |
| 8e | Laurent Madouas    | France   | Castorama             | + 2 min 34 s    |
| 9e | Ivan Gotti         | Italie   | Gewiss-Ballan         | + 3 min 25 s    |
| 10e | Laurent Jalabert   | France   | ONCE                  | + 4 min 32 s    |

## Classement général
| \| Classement général \| Classement général \| Classement général \| Classement général \| Classement général \| \| Coureur \| Coureur \| Pays \| Équipe \| Temps \| \| ------------------ \| ------------------ \| ------------------ \| --------------------- \| ------------------ \| \| 1er \| Miguel Indurain \| Espagne \| Banesto \| 69 h 51 min 51 s \| \| 2e \| Alex Zülle \| Suisse \| ONCE \| + 2 min 46 s \| \| 3e \| Bjarne Riis \| Danemark \| Gewiss-Ballan \| + 5 min 59 s \| \| 4e \| Laurent Jalabert \| France \| ONCE \| + 6 min 26 s \| \| 5e \| Ivan Gotti \| Italie \| Gewiss-Ballan \| + 9 min 52 s \| \| 6e \| Melchor Mauri \| Espagne \| ONCE \| + 13 min 02 s \| \| 7e \| Fernando Escartín \| Espagne \| Mapei-GB-Latexco \| + 14 min 03 s \| \| 8e \| Hernán Buenahora \| Colombie \| Kelme-Sureña-Avianca \| + 14 min 07 s \| \| 9e \| Claudio Chiappucci \| Italie \| Carrera Jeans-Tassoni \| + 14 min 35 s \| \| 10e \| Richard Virenque \| France \| Festina-Lotus \| + 14 min 54 s \| |                    |          |                       |                  |
| |                    |          |                       |                  |
| |                    |          |                       |                  |
| Classement général |                    |          |                       |                  |
| Coureur | Coureur            | Pays     | Équipe                | Temps            |
| 1er | Miguel Indurain    | Espagne  | Banesto               | 69 h 51 min 51 s |
| 2e | Alex Zülle         | Suisse   | ONCE                  | + 2 min 46 s     |
| 3e | Bjarne Riis        | Danemark | Gewiss-Ballan         | + 5 min 59 s     |
| 4e | Laurent Jalabert   | France   | ONCE                  | + 6 min 26 s     |
| 5e | Ivan Gotti         | Italie   | Gewiss-Ballan         | + 9 min 52 s     |
| 6e | Melchor Mauri      | Espagne  | ONCE                  | + 13 min 02 s    |
| 7e | Fernando Escartín  | Espagne  | Mapei-GB-Latexco      | + 14 min 03 s    |
| 8e | Hernán Buenahora   | Colombie | Kelme-Sureña-Avianca  | + 14 min 07 s    |
| 9e | Claudio Chiappucci | Italie   | Carrera Jeans-Tassoni | + 14 min 35 s    |
| 10e | Richard Virenque   | France   | Festina-Lotus         | + 14 min 54 s    |

## Classements annexes
| Classement par points | Classement par points    | Classement par points | Classement par points        | Classement par points |
| Coureur               | Coureur                  | Pays                  | Équipe                       | Points                |
| --------------------- | ------------------------ | --------------------- | ---------------------------- | --------------------- |
| 1er                   | Laurent Jalabert         | France                | ONCE                         | 272 pts               |
| 2e                    | Djamolidine Abdoujaparov | Ouzbekistan           | Novell                       | 202 pts               |
| 3e                    | Miguel Indurain          | Espagne               | Banesto                      | 164 pts               |
| 4e                    | Bjarne Riis              | Danemark              | Gewiss-Ballan                | 145 pts               |
| 5e                    | Erik Zabel               | Allemagne             | Deutsche Telekom-Merckx-Audi | 105 pts               |

| Classement par points | Classement par points    | Classement par points | Classement par points        | Classement par points |
| Coureur               | Coureur                  | Pays                  | Équipe                       | Points                |
| --------------------- | ------------------------ | --------------------- | ---------------------------- | --------------------- |
| 1er                   | Laurent Jalabert         | France                | ONCE                         | 272 pts               |
| 2e                    | Djamolidine Abdoujaparov | Ouzbekistan           | Novell                       | 202 pts               |
| 3e                    | Miguel Indurain          | Espagne               | Banesto                      | 164 pts               |
| 4e                    | Bjarne Riis              | Danemark              | Gewiss-Ballan                | 145 pts               |
| 5e                    | Erik Zabel               | Allemagne             | Deutsche Telekom-Merckx-Audi | 105 pts               |

| Classement de la montagne | Classement de la montagne | Classement de la montagne | Classement de la montagne | Classement de la montagne |
| Coureur                   | Coureur                   | Pays                      | Équipe                    | Points                    |
| ------------------------- | ------------------------- | ------------------------- | ------------------------- | ------------------------- |
| 1er                       | Richard Virenque          | France                    | Festina-Lotus             | 438 pts                   |
| 2e                        | Alex Zülle                | Suisse                    | ONCE                      | 205 pts                   |
| 3e                        | Claudio Chiappucci        | Italie                    | Carrera Jeans-Tassoni     | 203 pts                   |
| 4e                        | Miguel Indurain           | Espagne                   | Banesto                   | 197 pts                   |
| 5e                        | Hernán Buenahora          | Colombie                  | Kelme-Sureña-Avianca      | 177 pts                   |

| Classement de la montagne | Classement de la montagne | Classement de la montagne | Classement de la montagne | Classement de la montagne |
| Coureur                   | Coureur                   | Pays                      | Équipe                    | Points                    |
| ------------------------- | ------------------------- | ------------------------- | ------------------------- | ------------------------- |
| 1er                       | Richard Virenque          | France                    | Festina-Lotus             | 438 pts                   |
| 2e                        | Alex Zülle                | Suisse                    | ONCE                      | 205 pts                   |
| 3e                        | Claudio Chiappucci        | Italie                    | Carrera Jeans-Tassoni     | 203 pts                   |
| 4e                        | Miguel Indurain           | Espagne                   | Banesto                   | 197 pts                   |
| 5e                        | Hernán Buenahora          | Colombie                  | Kelme-Sureña-Avianca      | 177 pts                   |

| Classement du meilleur jeune | Classement du meilleur jeune | Classement du meilleur jeune | Classement du meilleur jeune | Classement du meilleur jeune |
| Coureur                      | Coureur                      | Pays                         | Équipe                       | Temps                        |
| ---------------------------- | ---------------------------- | ---------------------------- | ---------------------------- | ---------------------------- |
| 1er                          | Marco Pantani                | Italie                       | Carrera Jeans-Tassoni        | 70 h 12 min 45 s             |
| 2e                           | Bo Hamburger                 | Danemark                     | TVM-Polis Direct             | + 10 min 11 s                |
| 3e                           | Beat Zberg                   | Suisse                       | Carrera Jeans-Tassoni        | + 39 min 24 s                |

| Classement du meilleur jeune | Classement du meilleur jeune | Classement du meilleur jeune | Classement du meilleur jeune | Classement du meilleur jeune |
| Coureur                      | Coureur                      | Pays                         | Équipe                       | Temps                        |
| ---------------------------- | ---------------------------- | ---------------------------- | ---------------------------- | ---------------------------- |
| 1er                          | Marco Pantani                | Italie                       | Carrera Jeans-Tassoni        | 70 h 12 min 45 s             |
| 2e                           | Bo Hamburger                 | Danemark                     | TVM-Polis Direct             | + 10 min 11 s                |
| 3e                           | Beat Zberg                   | Suisse                       | Carrera Jeans-Tassoni        | + 39 min 24 s                |

| Classement par équipes | Classement par équipes | Classement par équipes | Classement par équipes |
| Équipe                 | Équipe                 | Pays                   | Temps                  |
| ---------------------- | ---------------------- | ---------------------- | ---------------------- |
| 1re                    | ONCE                   | Espagne                | 209 h 50 min 13 s      |
| 2e                     | Gewiss-Ballan          | Italie                 | + 12 min 05 s          |
| 3e                     | Mapei-GB-Latexco       | Italie                 | + 53 min 03 s          |
| 4e                     | Carrera Jeans-Tassoni  | Italie                 | + 1 h 07 min 13 s      |
| 5e                     | Festina-Lotus          | France                 | + 1 h 19 min 07 s      |

| Classement par équipes | Classement par équipes | Classement par équipes | Classement par équipes |
| Équipe                 | Équipe                 | Pays                   | Temps                  |
| ---------------------- | ---------------------- | ---------------------- | ---------------------- |
| 1re                    | ONCE                   | Espagne                | 209 h 50 min 13 s      |
| 2e                     | Gewiss-Ballan          | Italie                 | + 12 min 05 s          |
| 3e                     | Mapei-GB-Latexco       | Italie                 | + 53 min 03 s          |
| 4e                     | Carrera Jeans-Tassoni  | Italie                 | + 1 h 07 min 13 s      |
| 5e                     | Festina-Lotus          | France                 | + 1 h 19 min 07 s      |